# Tribalus subdolus
Tribalus subdolus är en skalbaggsart som beskrevs av Vienna 1993. Tribalus subdolus ingår i släktet Tribalus och familjen stumpbaggar. Inga underarter finns listade i Catalogue of Life.